# 景东厚唇兰
景东厚唇兰（学名：Epigeneium fuscescens）为兰科厚唇兰属下的一个种。